# 乌克里亚
乌克里亚（義大利語：Ucria），是意大利西西里大区墨西拿廣域市的一个市镇。总面积26平方公里，人口1165人，人口密度44.8人/平方公里（2009年）。ISTAT代码为083102。